# Álvaro Giménez Cañete
Álvaro Giménez Cañete (Córdoba, 15 de febrero de 1956) es un astrofísico español que ha ocupado importantes cargos en organismos relacionados con la Astrofísica de ámbito nacional, así como en la Agencia Espacial Europea. Desde 2022 es delegado especial del Gobierno de España para la Agencia Espacial Española.

## Biografía
Nacido el 15 de febrero de 1956 en Córdoba (España), Se licenció en Ciencias Físicas por la Universidad Complutense de Madrid en 1978, obteniendo también un doctorado en Ciencias Físicas, en la especialidad de Astrofísica, por la Universidad de Granada en 1981. Tras esto, realizó estudios postdoctorales en las universidades de Mánchester, Basilea y Copenhague.
Fue profesor titular de Astrofísica en el Departamento de Astrofísica de la Universidad Complutense de Madrid donde estuvo involucrado en la docencia y la investigación astrofísica entre 1982 y 1986.
Posteriormente pasó al Consejo Superior de Investigaciones Científicas (CSIC), dentro del Instituto de Astrofísica de Andalucía (IAA) donde, tras algunos años como científico titular e investigador científico, alcanzó el grado de profesor de investigación, posición que mantiene en la actualidad.
Durante los años 1995 y 1997 dirigió en el Instituto Nacional de Técnica Aeroespacial (INTA) donde ayudó a la creación del Laboratorio de Astrofísica Espacial y Física Fundamental (LAEFF) y la División de Ciencias del Espacio las cuales dirigió inicialmente hasta pasar a ser subdirector general técnico del Instituto y posteriormente al cargo de director general. Fue director del Departamento de Investigación y Ciencia de la Agencia Europea del Espacio (ESA) en Noordwijk (Holanda) siendo miembro fundador del Centro de Astrobiología (CSIC-INTA) asociado al Instituto de Astrobiología de la NASA.
Su investigación se ha centrado en la estructura estelar mediante la observación y análisis de sistemas binarios eclipsantes, especialmente desde el punto de vista de su comportamiento dinámico.
En el campo de la instrumentación espacial ha participado en varios programas científicos y ha sido investigador principal de un instrumento a bordo de la misión INTEGRAL de la ESA.
Tiene publicados libros especializados y más de trescientos trabajos científicos y ponencias en congresos.
En mayo de 2011 fue nombrado titular de la Dirección de Ciencia y Exploración Robótica (D/SRE) y director del Centro Europeo de Astronomía Espacial, ambos organismos de la ESA, cargo que ocupó hasta febrero de 2018.
Con el objetivo, entre otros, de poner en funcionamiento la nueva Agencia Espacial Española (AEE) en 2023, el Gobierno de España creó en 2022 el Comisionado para el PERTE Aeroespacial, y dependiente de este una Delegación Especial para la AEE, siendo nombrado Giménez Cañete para este último puesto.
Está en posesión de la Gran Cruz al Mérito Aeronáutico. Primer presidente de la Agrupación Astronómica de Madrid, es presidente de la División V de la Unión Astronómica Internacional y miembro de la Academia Internacional de Astronáutica.